# Oligofazja
Oligofazja – zaburzenie mowy występujące u osób z niepełnosprawnością intelektualną. Oligofazja zaliczana jest do grupy zaburzeń związanych z niewykształconymi sprawnościami percepcyjnymi. Mowę u takich ludzi charakteryzuje: ubogie słownictwo, agramatyzmy, wadliwa artykulacja, trudność w budowaniu zdań, występuje echolalia.
Nie przekreśla to jednak szans na opanowanie i odpowiedni rozwój mowy. Zaburzenie leczone jest terapią logopedyczną, która u tych dzieci trwa jednak dłużej niż u ich rówieśników. Zajęcia wymagają krótkich, zmiennych form pracy, dostosowanych do możliwości dziecka, pobudzających jego zainteresowanie. W zajęciach należy łączyć pracę z zabawą.

Przeczytaj ostrzeżenie dotyczące informacji medycznych i pokrewnych zamieszczonych w Wikipedii.